# Gebück

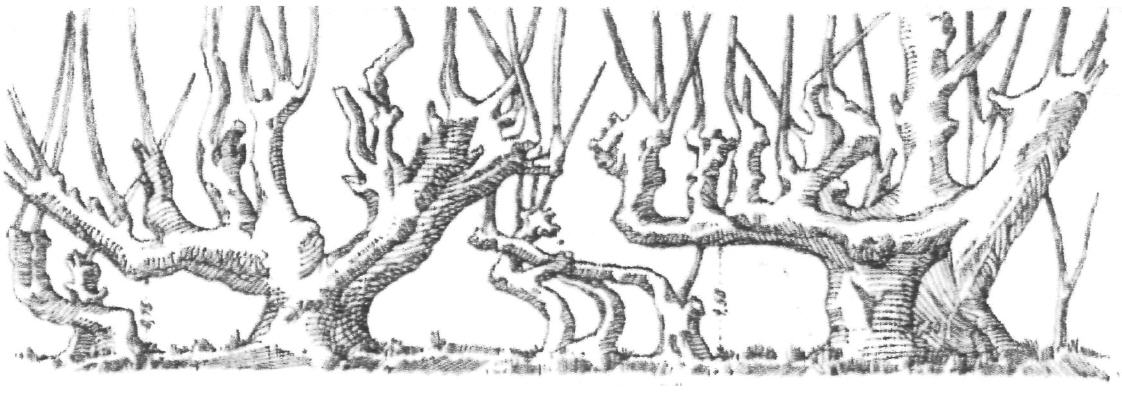
Reste des Rheingauer Gebücks um 1895 nach Karl August von Cohausen

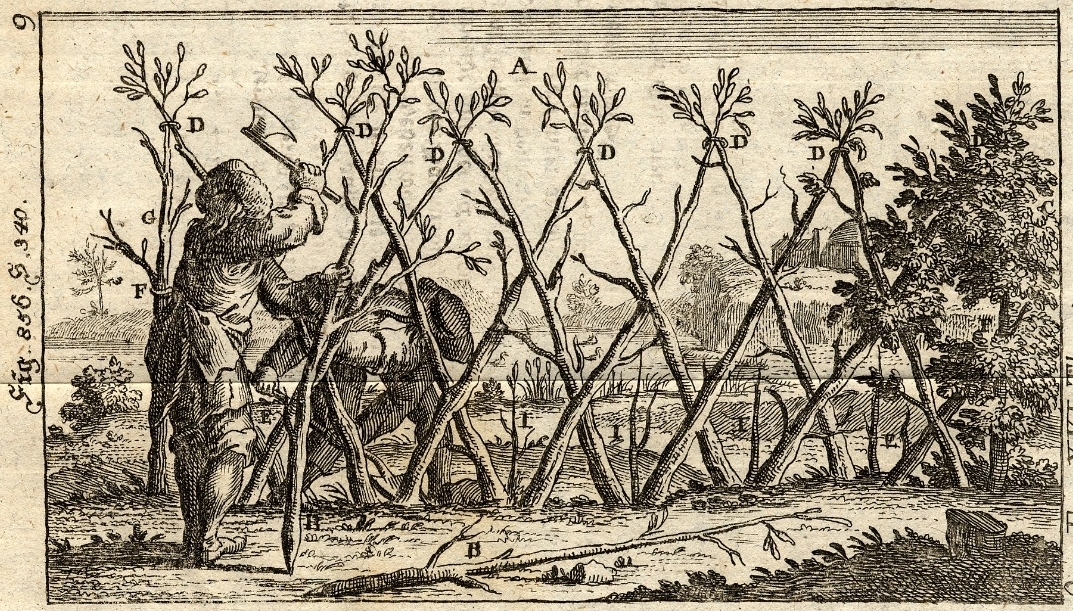
Umzäunung aus lebendem Gehölz nach Johann Georg Krünitz: Oeconomische Encyclopädie. Band 16, Berlin 1787 (Figur 856)

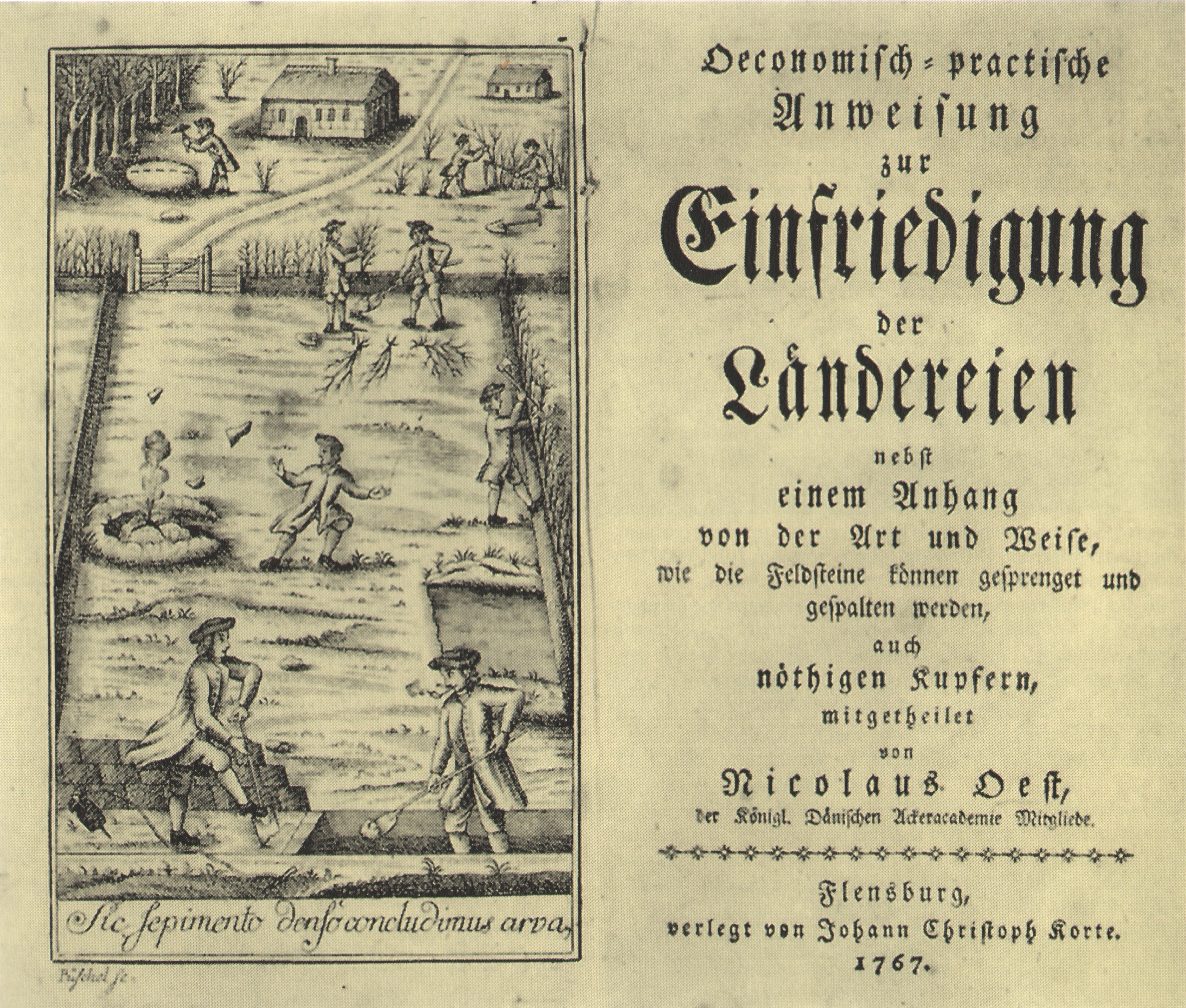
Neuanlage eines Knicks nach Nicolaus Oest: Oeconomisch-practische Anweisung der Einfriedigung der Ländereien. Flensburg 1767

Ein Gebück (verwandt auch: Knick, Geknick, Hag, Gehag, Heege) ist ein Annäherungshindernis in Form einer undurchdringlichen Hecke, in der Regel als Bestandteil einer Landwehr. Die meisten Landwehren bestanden aus Wall und Graben, meistens in Verbindung mit einem Gebück, als „einem mehrere Meter breiten Streifen Geländes, in dem miteinander verflochtene Bäume und Sträucher ein Eindringen unmöglich machten – es handelt sich also um die Verwendung von lebendem Holz als Baustoff.“ Das Gebück war meist das stärkste Hindernis der Landwehranlagen. Je nach konkreter Ausführung konnte das Gebück mit einem oder mit zwei Erdwällen und Gräben verbunden werden und erreichte dann zusammen etwa 15 bis 25 Meter Breite.
Ein Gebück wurde erzeugt, indem junge Bäume gepflanzt werden, deren Stämme nach unten gebogen bzw. gebeugt (gebückt) oder geknickt und miteinander verflochten werden. Die  Lautähnlichkeit des Wortes Gebück mit Gebüsch ist trotz sachlicher Nähe rein zufällig.
Der Ausdruck „Gebück“, andere Formen Gebuck, Gebücke, Gebick, Gebicke, ist in dieser Form nur in Westdeutschland, vor allem im Rheinland, gebräuchlich gewesen. Unter anderen Namen, zum Beispiel Verhau, Wehrbusch, Hahn, Gedörne, Schutzdorn (fränkisch), Kai, Grünhag wurden dieselben Schutzbaue in anderen Landschaften bezeichnet, es gibt zahlreiche weitere Bezeichnungen. Entsprechend ist altfranzösisch fraite oder italienisch fratta (von lateinisch fracta).
Die Gebücke bestanden im heute deutschsprachigen Raum hauptsächlich aus Hainbuchen. Diese wurden in ähnlicher Form in nicht-militärischen Grenz- oder Weidezäunen verwendet, die dann stattdessen Hag genannt wurden. Gebück wurden sie nur dann genannt, wenn sie nicht nur zur Grenzmarkierung, sondern zur Abwehr dienen sollten. Neben Hainbuchen finden sich meist dornige Heckensträucher, insbesondere Weißdorn.
Als eine der ältesten literarischen Erwähnungen eines Gebücks als Landwehr stammt aus Caesars Werk De bello Gallico bei der Schilderung seines Feldzugs gegen die Nervier:

“teneris arboribus incisis atque inflexis crebrisque in latitudinem ramis enatis et rubis sentibusque interiectis, effecerant, ut instar muri hae sepes munimenta praeberent, quo non modo non intrari, sed ne perspici quidem posset”

„Sie schnitten junge Bäume ein und bogen sie. Zwischen ihre zahlreichen in die Breite wachsenden Zweige pflanzten sie Brombeer- und Dornbüsche und stellten so einen Schutzwall her, der an die Stelle einer Mauer trat und undurchdringlich war, ja sogar jede Sicht versperrte.“

Weitere verstreute Bemerkungen zeigen eine weite Verbreitung an.

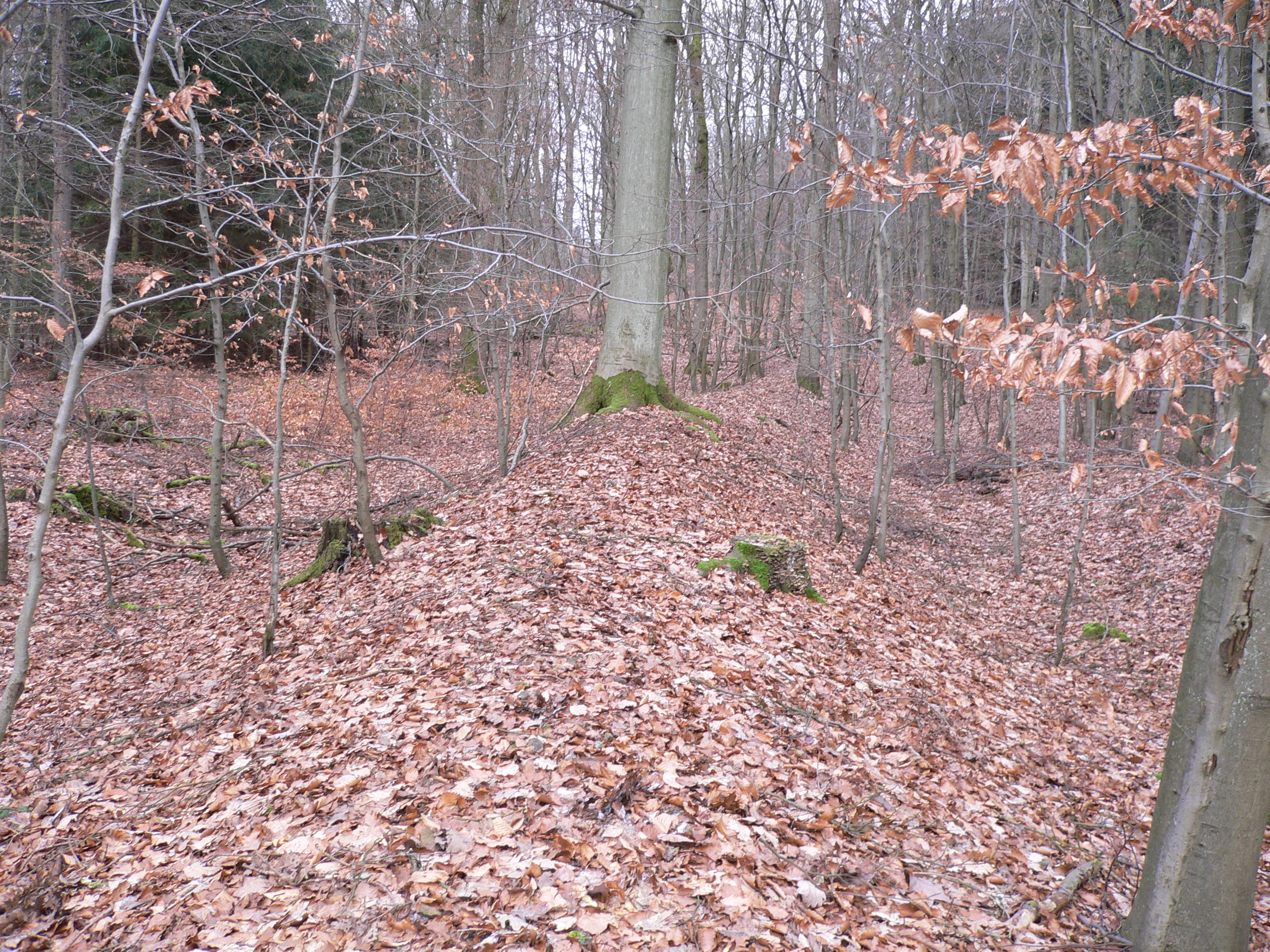
Mittelhessische Landheegen, Wall der Innen-Heege an der Gemarkungsgrenze zwischen Römershausen (Gladenbach) und Wommelshausen (Bad Endbach)

Gebücke haben in der Neuzeit ihre Funktion verloren und existieren heute nur noch in Form von Überresten in der Landschaft. Werden Gebücke nicht mehr gepflegt, so wachsen die jungen Triebe der Bäume ungehindert in die Senkrechte. Dennoch sind z. B. vom Rheingauer Gebück noch heute vereinzelte Bäume anhand ihres Alters und ihres vom früheren Bücken geprägten Wachstums als ehemaliger Teil der Anlage erkennbar. An die meisten von ihnen erinnern nur noch Flurnamen. Vom Gebück abgeleitete Flurnamen sind etwa in Hessen weit verbreitet.

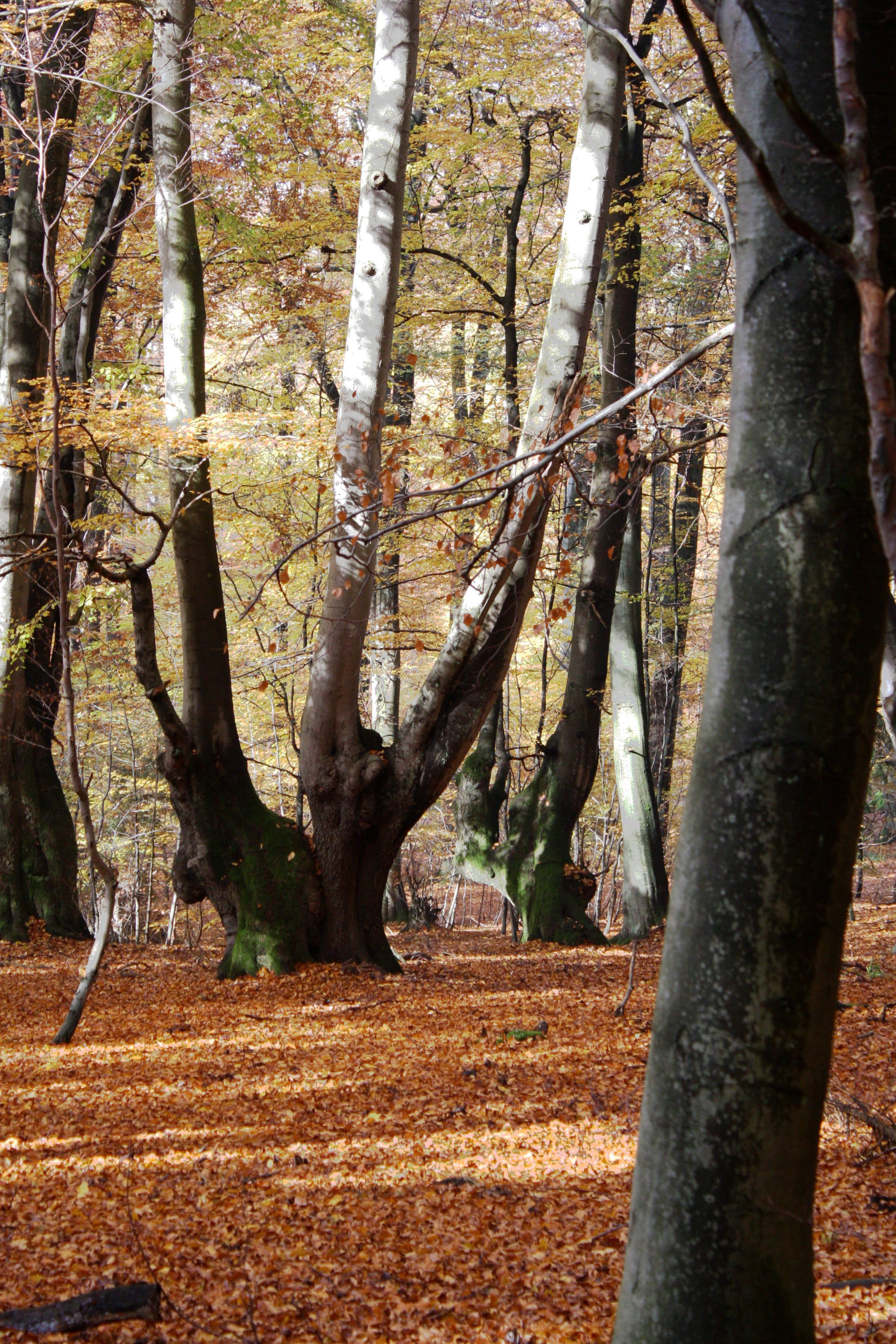
Ausgewachsene ehemalige Gebückbuchen in der Nähe der Mapper Schanze

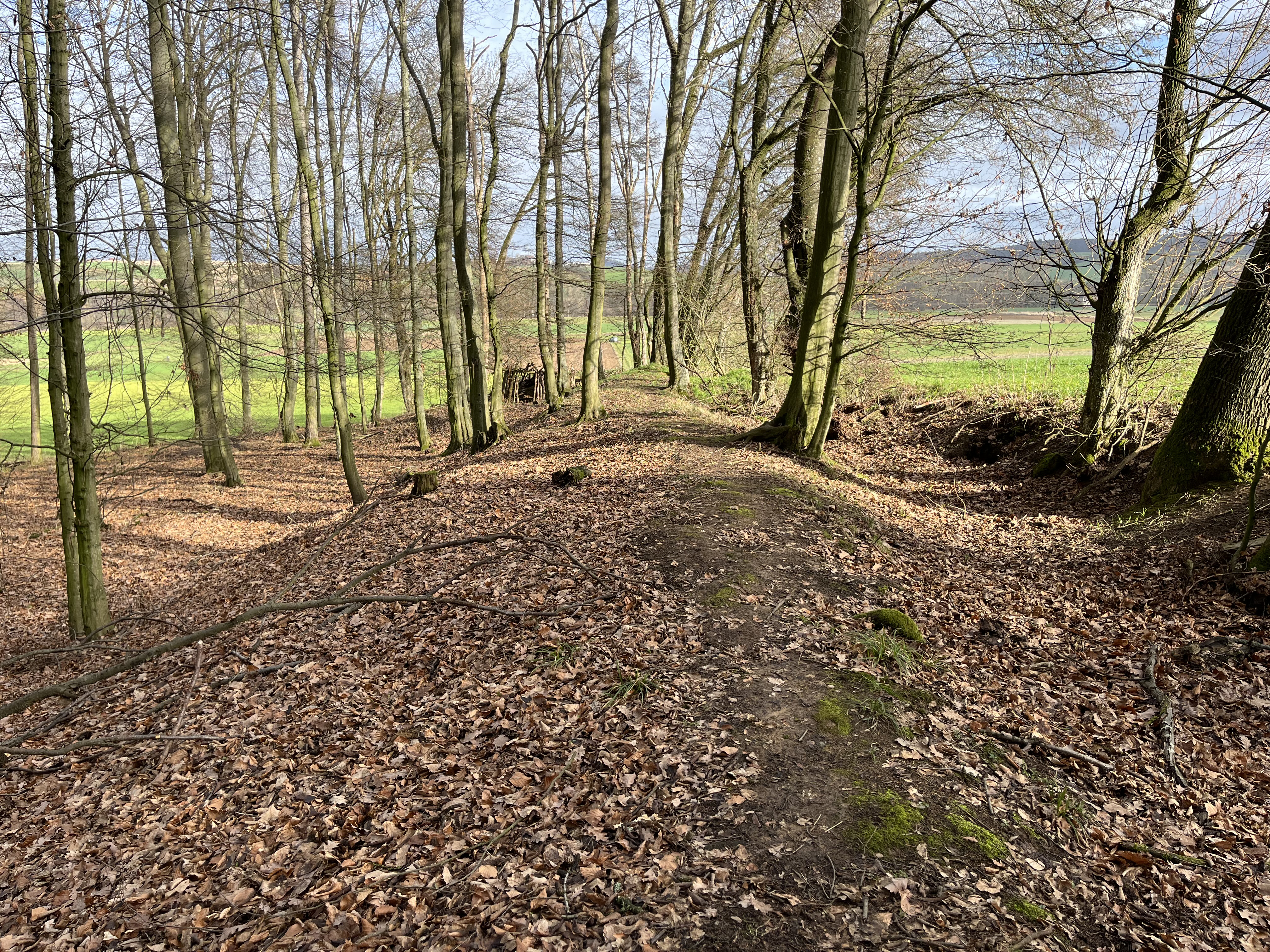
Die Landwehr bei Wersau ist heute noch von typischem Gebück-Gehölz umgeben

Gebücke waren üblich als Bestandteil von Landwehren, die die Feldfluren von Städten und Dörfern vor Räubern und Dieben schützen sollten. Daneben gab es ausgedehnte Anlagen, die ganze Territorien schützen sollten. Bekanntestes Beispiel ist das „Rheingauer Gebück“, das den gesamten kurmainzischen Rheingau umgab. Ein weiteres Beispiel ist das „Kölsche Heck“, das das gesamte Fürstentum Nassau-Siegen einschloss und dieses vor allem gegen das kurkölnische Herzogtum Westfalen schützen sollte. Nicht wie diese als Relikte in der Feldflur, sondern nur literarisch überliefert sind die „preseka“ genannten Anlagen, die Schlesien gegen Polen und Böhmen schützen sollte und eine ähnliche Grenzanlage, die ganz Böhmen umgeben haben soll.